# Пам'ятник Олександрові Пушкіну (Одеса)
Пам'ятник Олександрові Пушкіну в Одесі — бронзове погруддя з фонтаном, присвячене Олександру Пушкіну. Споруджений у 1887—1889 роках у місті Одеса на Приморському бульварі на кошти міської Думи та пожертвувані одеситами. Третій пам'ятник, споруджений в Одесі.

## Опис монумента
Пам'ятник знаходиться на Приморському бульварі в тій його частині, яка примикає до будівлі будинку Одеської міської ради (за часів спорудження пам'ятника у цьому будинку розташовувалася міська біржа). Пам'ятник являє собою бюст, поміщений на високий квадратний п'єдестал з граніту. Під бюстом — ліра, за нею, по діагоналі, — перо і п'ятикутна зірка з променем, зверненим вниз. Таке розташування зірки символізувало зв'язок поета з альманахом «Полярна Зірка». Колись зірка була виконана з  кришталю, навіть передбачалося висвітлювати її електрикою, але проєкт не був втілений в життя.
У нижній частині п'єдесталу з чотирьох кутів його б'ють струмені води, що виливаються з ротів морських істот (стилізованих дельфінів) і падаючі в чотири великі бронзові вази, розташовані по кутах п'єдесталу у його заснування. Вода, переповняючи вази, стікає в великий гранітний резервуар, що обрамляє пам'ятник.

## Історія створення
Про плани спорудження пам'ятника Олександру Пушкіну було заявлено влітку 1880 року, під час заходів, присвячених дню народження поета. В Одесі, Пушкін перебував тільки 9 місяців. Напередодні дня народження поета на засіданні в Одеському університеті, зібраному за ініціативою Одеського міського голови Григорія Маразлі, прозвучала ініціатива увічнити пам'ять Пушкіна в Одесі. На засіданні, між іншими, виступав Микола Тройницький, тодішній редактор газети «Одеський вісник», який в юності, в роки навчання в Рішельєвському ліцеї, бачив Пушкіна.
Спочатку пам'ятник передбачалося встановити на Театральній площі, між  Міським театром і Англійським клубом, але порахували наявне місце недостатнім за розмірами. 25 червня 1880 міська Дума ухвалила відвести місце на Миколаївському бульварі, проти будинку Біржі, для спорудження фонтану з бюстом по приватній підписці. Цією ж постановою Слов'янському суспільству було виділено 300 рублів з міських сум на премію за найкращий проєкт пам'ятника. Тоді ж Італійську вулицю Одеси перейменували в Пушкінську (зберігала назву до 2024 року).
В кінці 1880 року було утворено Комісію зі спорудження пам'ятника, до складу якої увійшли представники Міської управи (Н. В. Велькоборскій), університету (професори Н. П. Кондаков, А. А. Кочубинський), Слов'янського товариства (І. І. Бобарикіна, голова Комісії, і Р. І. Мрачек), Товариства витончених мистецтв (Д. Є. Мазира, Ф. О. Моранді, В. А. Красовський, згодом Л. Л. Влодек). Комісія почала працювати 29 травня 1881, опублікувавши в газетах відозву до одеситів з проханням жертвувати кошти на спорудження пам'ятника й оприлюднивши умови конкурсу на найкращий пам'ятник. За умовами останнього загальний кошторис визначалася в 5000 рублів, дві премії за найкращі проєкти відповідно в 300 і 100 рублів, а термін подання проєктів — до 31 грудня 1881. Проєкт повинен був оцінювати експертна рада, до якого входили гідні професіонали: архітектори А. І. Бернардацці, А. Д. Тодоров, А. Е. Шейнс, інженер А. А. Швенднер.
До призначеного терміну було подано лише чотири роботи, але всі вони були відхилені Комісією та експертною радою. Конкурс продовжили до 1 травня 1882 року, і до цієї дати надійшло п'ять нових пропозицій. Перша премія була присуджена проєкту під девізом: «Це — той нікчемний світу, що, коли звучала ліра, палив серця нам як пророк», друга — з девізом «Поетові — зодчий». Після розкодування девізів виявилося, що першим названий архітектор Х. К. Васильєв, а другим — З. І. Жуковський.
Після остаточного затвердження проєкту пам'ятника та вивчення стану ґрунту в місці побудови загальний кошторис робіт склала вже 6520 рублів. Збір коштів йшов дуже повільно меркантильні одесити не поспішали жертвувати гроші на пам'ятник. У березні 1886 Комісія звернулася з проханням до міському громадському управлінню спорудити пам'ятник за рахунок коштів міста до 50-річчя кончини поета, тобто до 29 січня (10 лютого) 1887 року, але в цьому проханні було відмовлено, так як Дума не хотіла міняти початкову ідею спорудження пам'ятника за всенародною підписці, на що і було свого часу дано Найвищий дозвіл.
26 січня 1887, усвідомлюючи, що спорудження монумента знаходиться під загрозою, Комісія звернулася до правління Слов'янського благодійного товариства з пропозицією взяти справу по збору коштів на пам'ятник на себе, виготовити нові підписні листи і приурочити закладку пам'ятника до річниці смерті поета. Вже 2 лютого сталася урочиста закладка пам'ятника за участю вищих властей міста, представників муніципалітету та численної публіки: 
 Свято закладки дав блискучі результати … До цього дня було зібрано 600 р., І крім того він порушив великий інтерес серед громадян. До голови Товариства почали надходити заяви про пожертвування. — Звіт Комісії зі спорудження пам'ятника-фонтана А. С. Пушкіну в м. Одесі
Урочисте відкриття пам'ятника відбулося 16 квітня 1889 року в 12-й годині дня.